# Lista de presidentes da Câmara Municipal de Ponte de Lima
- Brigadeiro José de Sá Coutinho Barreto de Sotomaior | 1850-1851
- José Joaquim Vieira da Rocha | 1852-1855
- Dr. João Augusto Malheiro | 1856-1857
- Dr. Gonçalo Manuel da Rocha Barros | 1858-1861
- Dr. Joaquim Gerardo Álvares Vieira Lisboa | 1861-1865
- Dr. João de Barros Mimoso de Abreu e Lima | 1866-1867
- Dr. António de Magalhães Barros de Araújo Queirós | 1868-1871
- José de Abreu Maia | 1872-1873
- João de Abreu Maia | 1874-1875
- Dr. José Joaquim de Castro Feijó | 1876-1877
- Dr. António de Magalhães Barros de Araújo Queirós | 1878
- Joaquim Perestrelo Marinho Pereira de Araújo | 1878
- Manuel Joaquim Rodrigues dos Santos | 1879* Dr. João de Barros Mimoso de Abreu e Lima | 1880-1886
- Dr. António de Magalhães Barros de Araújo Queirós | 1887-1888
- Francisco Lopes de Calheiros e Meneses | 1889-1892
- Dr. José Mimoso de Barros Alpoim | 1893-1895
- José de Melo de Abreu e Lima | 1896-1898
- Dr. Luís da Cunha Nogueira | 1899-1904
- Dr. Francisco de Abreu Pereira Maia | 1905-1907
- Dr. António de Magalhães Barros de Araújo Queirós | 1908
- José Maria de Abreu de Lima | 1908
- Padre António Joaquim da Costa e Sousa  | 1908-1910
- António José Barbosa Perre | 1910
- Francisco Pereira Campos | 1910-1911
- Policarpo da Gama de Araújo e Azevedo | 1911-1913
- José Cândido da Silva Ramalho | 1914-1915
- Dr. Celestino Gaudêncio Ramalho | 1915
- José Cândido da Silva Ramalho | 1915-1917
- Dr. Teófilo Maciel Pais Carneiro | 1918
- Dr. Francisco Malheiro Correia Pereira Peixoto | 1918
- Dr. Alexandre Pereira de Sá Sotomaior | 1918
- Francisco António do Vale | 1918
- Joaquim de Azevedo Medeiros Lima | 1918-1919
- Dr. Francisco de Abreu Pereira Maia | 1919
- Dr. Teófilo Maciel Pais Carneiro | 1919
- Manuel Teixeira Júnior | 1919
- Alfredo Calisto Vieira Lisboa | 1919-1920
- António Loureiro Pereira de Castro | 1920-1922
- Dr. Adelino Ribeiro Sampaio | 1923-1926
- Capitão Gaspar Malheiro Pereira de Castro | 1926-1928
- Capitão José Júlio Gomes Belchior Nunes | 1928-1930
- Dr. António Silva Gouveia Vieira Lisboa | 1931
- Dr. José Benvindo de Araújo | 1931-1933
- Dr. Francisco de Magalhães Barros de Araújo Queirós | 1933
- Dr. Manuel Inácio de Abreu do Couto Magalhães Novais | 1933-1934
- Dr. Filinto Elísio de Morais | 1934-1935
- Tenente Alberto de Oliveira de Sousa Machado | 1935-1937
- Comandante José Torres | 1937
- António de Almeida Faria Lima | 1937-1939
- Dr. Francisco Malheiro Correia Pereira Peixoto | 1939-1940
- António de Abreu Castelo Branco | 1940
- Eduardo Silva Pimenta | 1940
- António de Abreu Castelo Branco | 1940-1941
- Dr. Manuel Inácio de Abreu do Couto Magalhães Novais | 1942-1943
- António de Araújo Mimoso Pereira Pinto de Azevedo | 1943-1944
- António Antunes Ferraz | 1944-1945
- Dr. Eduardo Augusto Correia Malheiro Pereira Peixoto | 1945-1947
- Dr. Francisco Pereira Zagalo | 1947-1948
- Dr. Luís Gonzaga Martins Fernandes | 1948-1949
- Dr. Aníbal Moreira | 1950-1951
- Júlio Fernandes de Carvalho | 1951
- Dr. Filinto Elísio de Morais | 1951-1957
- Coronel Alberto de Oliveira de Sousa Machado | 1957-1964
- Dr. Álvaro Rebelo Vieira de Araújo | 1964-1974
- Ernesto Augusto Martins Capitão | 1974
- Dr. João António Pinto de Araújo Pimenta | 1974-1976
- Dr. João Gomes de Abreu de Lima | 1977-1985
- Dr. Francisco Maia de Abreu de Lima | 1986-1990
- Fernando Augusto de Vasconcelos Calheiros de Barros | 1990-1993
- Eng.º José Daniel Rosas Campelo da Rocha | 1994-2009